# Руление

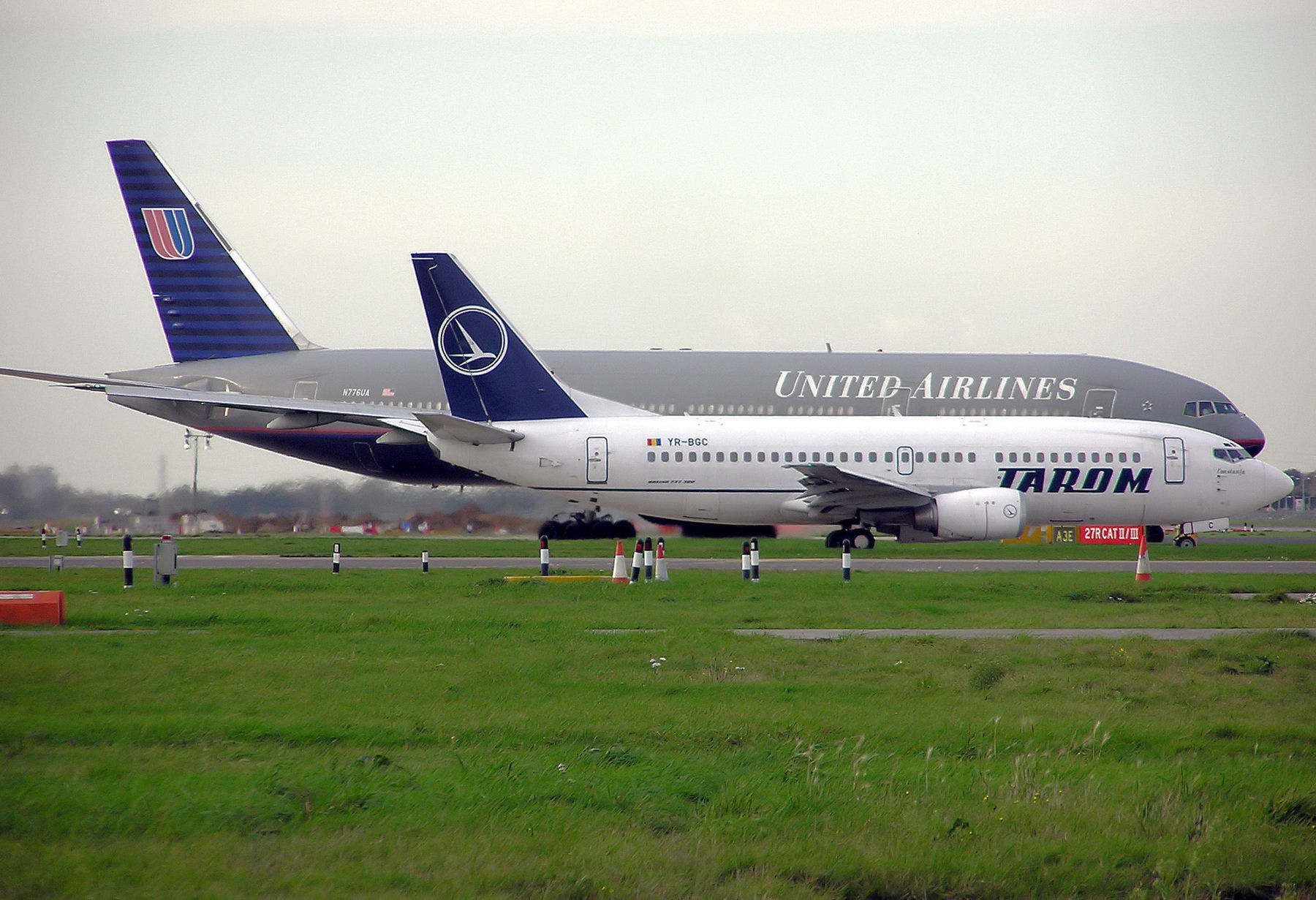
Боинг-737-300 авиакомпании Tarom и Боинг-777-200 United Airlines выруливают вместе в аэропорту Хитроу

Руле́ние — термин, обозначающий движение воздушного судна (ВС) по земле под действием тяги собственных двигателей и силы инерции. Обычно на рулении двигателям устанавливают режим «малый газ».
Руление на аэродроме обычно производится экипажем ВС на скорости, ограниченной «Руководством по лётной эксплуатации (РЛЭ) воздушного судна (ВС)», а также с учётом правил конкретного аэродрома.
Руление может осуществляться как визуально, так и автоматически. Как правило, руление ВС в пределах перрона осуществляется визуально.
На аэродроме существуют специальные средства визуальной коммуникации, такие как специальная разметка, указатели с обозначениями мест стоянок (МС), рулёжных дорожек (РД), магистральных РД (МРД), перронов, взлётно-посадочных полос (ВПП), зон с ограниченным движением. Кроме того, существует визуальная система, позволяющая пилоту наиболее точно подрулить к телескопическому трапу. Также заруливание ВС на стоянку может осуществляться при помощи встречающего, который указывает направление и оставшуюся дистанцию для максимально точного заруливания, либо буксировкой.
Управление воздушными судами на лётном поле осуществляет Диспетчерский Пункт Руления (ДПР). Радиопозывной ДПР обычно <Название аэродрома>-Руление. Пример запроса экипажа ВС: «Пулково-руление, 65113, Борисполь 10100, информация БРАВО, разрешите буксировку и запуск.»